# Регдол Продакшнс
Регдол Продакшнс (енгл. Ragdoll Productions) је британска компанија, посвећена телевизијској продукцији. Налази се у Стратфорду на Ејвону, Ворикширу и производи дечје телевизијске програме. Ан Вуд је основала 1984. године, а раније је правила дечје телевизијске програме за Јоркширску телевизију и TV-am. Најпознатији програми ове компаније су: Телетабиси, У ноћној башти и Дипдап.
Регдол продакшнс је у власништву Ragdoll Ltd, која се 2006. удружила са BBC Worldwide, Ragdoll Worldwide, да би продавали њихове програме ван УК. 16. септембра 2013. године, Ragdoll Worldwide је продата Канадској продукцијској компанији Ди-Ејч-Екс Медиа за 17,4 милиона £. Ди-Ејч-Екс Медиа поседује ауторска права на све Регдолове програме и они више немају везе са Регдол Продакшнсом, осим Pob's Programme. Иако је Ragdoll Worldwide продат, Регдол Продакшнс сама по себи остаје независна компанија и наставља да прави нове програме и до данашњег дана.